# Lyda Borelli

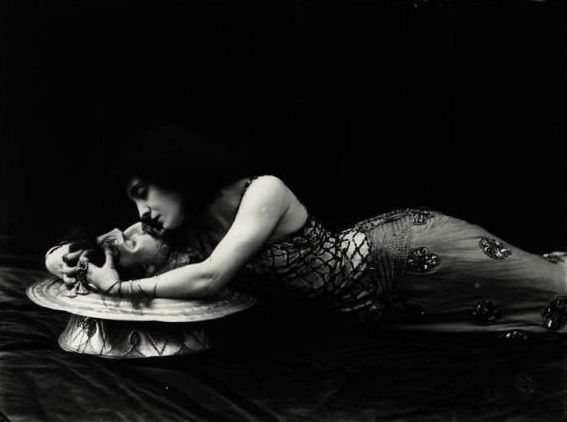
Lyda Borelli

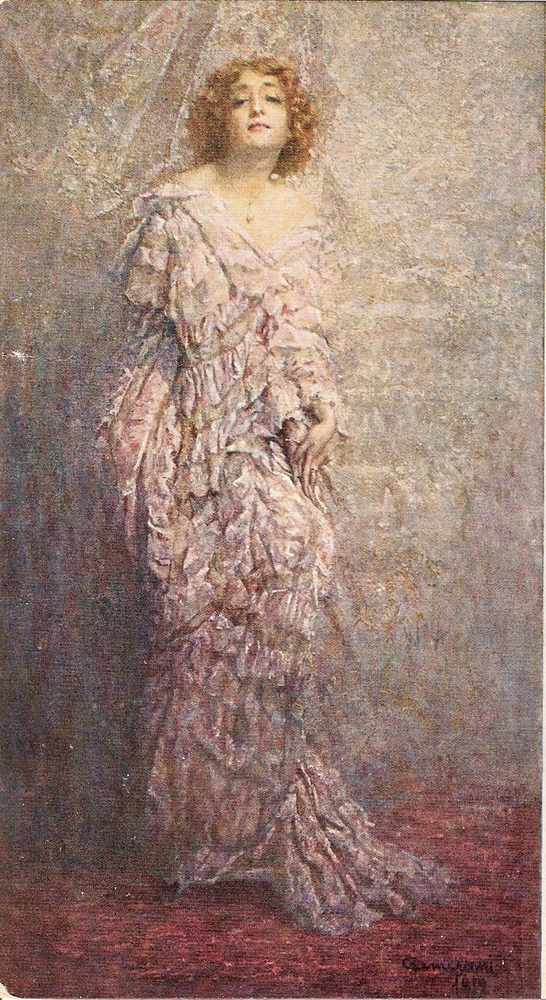
Lyda Borelli, gemalt von Giuseppe Amisani

Lyda Borelli (* 22. März 1884 in Rivarolo Ligure; † 1. Juni 1959 in Rom) war eine italienische Theater- und Stummfilmschauspielerin. Sie ist neben Pina Menichelli und Francesca Bertini eine der bekanntesten Diven des italienischen Stummfilms.

## Leben
Borelli wurde in eine Künstlerfamilie geboren. Mit 17 Jahren hatte sie 1902 ihr Bühnendebüt. Zu ihren besten Leistungen gehörte die Hauptrolle der Splendore in La figlia di Iorio von Gabriele D’Annunzio. Sie war bereits eine gefeierte Theaterschauspielerin, ehe sie mit dem Film in Berührung kam; noch vor 1910 wurde sie in einem Atemzug mit Eleonora Duse genannt.
Ihr Filmdebüt hatte sie 1913 in Ma l'amor mio non muore unter der Regie von Mario Caserini, der im selben Jahr bereits Die letzten Tage von Pompeji gedreht hatte. Borelli trat, wie auch auf der Bühne, in der Rolle der sinnlich-schönen, doch unnahbaren Frau auf. Nach dem großen Erfolg des Films begann ein Personenkult, den die Produktionsfirmen schnell als massenwirksames Zugmittel begriffen und sodann gezielt auf stilisierte Stars setzten. Für dieses Phänomen tauchten im Italienischen die Neologismen borellismo und borelleggiare auf. Als ihr filmschauspielerischer Höhepunkt gilt ihre Femme-fatale-Rolle in Rapsodia satanica (1917) von Nino Oxilia.
1918 heiratete Lyda Borelli den venezianischen Industriellen und späteren Grafen Vittorio Cini (1885–1977) und zog sich aus dem Filmgeschäft zurück. In nur fünf Jahren Filmkarriere wurde sie mit ihrer expressiven körperbetonten Spielweise in üppig ausgestatteten Melodramen zu einer der bekanntesten Diven des frühen italienischen Films.
Antonio Gramsci schrieb im Avanti! über sie: "La Borelli è l'artista per eccellenza del film in cui la lingua è il corpo umano nella sua plasticità sempre rinnovantesi".

## Filmografie
- 1913: Ma l'amor mio non muore
- 1913: La memoria dell'altro
- 1914: La donna nuda
- 1915: Fior di male
- 1915: Marcia nuziale
- 1915: Il bosco sacro
- 1916: La falena
- 1916: Madame Tallien
- 1917: Rhapsodie des Satans (Rapsodia satanica)
- 1917: Malombra
- 1917: Carnevalesca
- 1917: Il dramma di una notte
- 1917: La storia dei tredici
- 1918: Per la vittoria e per la pace
- 1918: L'altro esecito